# کاروانسرای «یوخاری» (شکی)
کاروانسرای «یوخاری» شکی (به ترکی آذربایجانی: Yuxarı Karvansara Şəki) کاروانسرایی می‌باشد، که در شهر شکی جمهوری آذربایجان قرار گرقته‌است. کاروانسرا در خیابان «میرزا فتحعلی آخوندزاده» واقع‌است.

## تاریخچه
شهر شکی که در طول تاریخ یکی از قدیمی‌ترین مراکز صنعتی، تجاری و حریربافی جمهوری آذربایجان بوده و در کنار جاده ابریشم قرار می‌گرفت، به‌دلیل وجود مسیرهای کاروان و نجاری به مراکز تجاری دیگر خانات و کشورهای خارجی در خود جای داده بود. به این دلیل بود، که کاروانسراهای زیادی در این شهر به وجود آمده‌بود.
کاروانسراهای ساخته شده در قرون ۱۸ و ۱۹ نه‌تنها مکان اقامت سیاحان و تجار، بلکه جای انجام علمیات‌های تجاری مختلفی نیز بودند.
به‌دلیل اینکه شکی از شهرهای تجاری و صنعتی قدیمی آذربایجان بوده‌است، کاروانسراهای زیادی در این شهر احداث گردیده‌بوده‌است. در قرون ۱۸ تا ۱۹، ۵ قلم کاروانسرا نظیر کاروانسراهای «اصفهان»، «تبریز»، «لزگی»، «ارمنی» و «کاروانسرای تازه» در شکی وجود دشته‌اند، که ۲ تا از آن‌ها – کاروانسرای «یوخاری» (بالا)، و کاروانسرای «آشاغی» (پایین) باقی مانده‌اند.

## طرح کاروانسرا
مساحت کل کاروانسرا ۶۰۰۰ متر مربع می‌باشد. این اثر با استفاده از آجر و سنگ‌ریزه بنا گردیده‌است، که سبک و سیاق سنتی معماری شکی محسوب می‌شود.
ساختمان با توجه به مشخصات منطقه در بخش مشرف بر خیابان به بلندی ۱۴ متر و در بخش درونی نیز به ارتفاع ۸ متر ساخته شده‌است. این کاروانسرا که، دربرگیرندهٔ بیش از ۳۰۰ اتاق می‌باشد، دو در ورودی دارد. ساختمان کاروانسرا سه‌طبقه است. تاجران معمولاً بارهای خود را در زیرزمین قرار داده، در طبقه دوم معامله‌ها را به جا آورده و در طبقه سوم نیز اقامت می‌نموده‌اند.
حیاط ساده، حجره‎های پوشانده‌شده با طاق‌بندی‌ها، ایوانهای حیاط، استخر و گیاهان و درختان اطراف آن زیبایی منحصر به فردی به کل نمای کاروانسرا به ارمغان آورده‌است.